# Andrzej Kotowski
Andrzej Kotowski (ur. 1951) – polski inżynier urządzeń sanitarnych. Absolwent z 1974 Politechniki Wrocławskiej. Od 2012  profesor na Wydziale Inżynierii Środowiska Politechniki Wrocławskiej i dziekan tego wydziału (1990-1993).